# Liste der Kardinalpriester von San Salvatore in Lauro
Folgende Kardinäle waren Kardinalpriester von San Salvatore in Lauro:
- Scipione Lancellotti (1587–1598)
- Silvio Antoniano (1599–1603)
- Séraphin Olivier-Razali  (1604–1609)
- Orazio Lancellotti (1611–1620)
- Pietro Valier (1621–1624)
- Luca Antonio Virili (1629–1634)
- Ciriaco Rocci (1635–1651)
- Pietro Vito Ottoboni (1652–1660)
- Pietro Sforza Pallavicino (1660–1167) S. J.
- Giovanni Dolfin, Junior (1667–1670)
- 1670 Titel aufgehoben

Folgender Kardinal ist Kardinaldiakon von San Salvatore in Lauro:
- Angelo Comastri (2007–)